# إبراهيم الدرسي
إبراهيم أبو بكر عبد الرحمن الدرِسِي هو نائب في مجلس النواب الليبي عن مدينة بنغازي، يُعد من الأعضاء البارزين داخل المجلس. شغل سابقًا منصب رئيس لجنة الأوقاف والشؤون الإسلامية، وعضوًا في لجنة شؤون المرأة والطفل.

## إختفاؤه
- في 16 مايو 2024، اختفى الدرسي في ظروف غامضة بعد مشاركته في احتفال بذكرى «عملية الكرامة» في بنغازي. أفادت تقارير بأن مجموعة مسلحة اقتحمت منزله واقتادته إلى جهة مجهولة، دون إعلان رسمي عن الجهة المسؤولة عن اختطافه.[2][3][4][5] ربط مراقبون حادثة الإختفاء بتصريحات أدلى بها الدرسي قبل أسبوع من إختفائه، انتقد فيها سيطرة عائلة حفتر على الأوضاف في شرق ليبيا.[4]

- في 5 مايو 2025، نشر موقع «أفريك آسيا» الفرنسي صورًا ومقاطع فيديو مسرّبة تُظهر إبراهيم الدرسي في وضع صحي ونفسي متدهور، وهو معتقل بملابسه الداخلية ومقيّدًا بالسلاسل على رقبته، وعلى ما يبدو داخل سجن غير رسمي.[6][5] في الفيديو المنسوب إليه، تحدّث الدرسي بصوت ضعيف، متوسلًا جهات محلية ودولية للتدخل لإطلاق سراحه.[2][3] أثارت هذه الصور والمقاطع جدلًا واسعًا في الأوساط السياسية والشعبية، ودعت حكومة الوحدة الوطنية إلى فتح تحقيق دولي عاجل ومستقل للكشف عن ملابسات اختفاء وظهور النائب في تلك الحالة المهينة وغير الإنسانية.[7] فيما أفاد جهاز الأمن الداخلي في بنغازي أن المقاطع والصور المتداولة «مفبركة بالكامل».[8]

## وصلات خارجية
- الفيديو المسرب للنائب من داخل المعتقل.
- تلاوات بصوت إبراهيم الدرسي على موقع مداد
- تلاوات بصوت إبراهيم الدرسي على موقع أرشيف الإنترنت